# Агутін Леонід Миколайович
Леонід Миколайович Агутін (рос. Леонид Николаевич Агутин; нар. 16 липня 1968, Москва, РРФСР,СРСР) — радянський і російський співак, поет-пісняр, композитор, музикант, автор пісень, аранжувальник, режисер театрально-масових вистав. Заслужений артист Російської Федерації (2008).

## Біографія
Народився 16 липня 1968 року в родині музиканта Миколи Петровича та педагогині Людмили Леонідівни Агутіних (до шлюбу Школьникової).
Батько співав у ВІА «Блакитні гітари», був лауреатом конкурсу «Братиславська ліра», працював адміністратором в групах Стаса Наміна, в групах «Весёлые ребята», «Співаючі серця» і «Пісняри». Останнім часом — музичний критик.
Мати — викладачка початкових класів, Заслужений вчитель Російської Федерації, працювала в школі № 791 в Москві.
У віці шести років вступив до музичної школи. Потім, паралельно з навчанням у середній школі № 863 міста Москви, закінчив московську джазову школу при Будинку культури «Москворіччя» по класу фортепіано. З 1986 року по 1988 рік служив в радянських прикордонних військах на радянсько-фінському кордоні.
1992 року закінчив Московський державний інститут культури за спеціальністю «Режисер-постановник театрально-масових вистав».
З 1989 року їздив по союзних республіках СРСР з гастролями у складі відомих російських колективів як «розігрівальний» артист. 1992 року стає лауреатом Міжнародного конкурсу молодих виконавців естрадної пісні «Ялта — 92» з піснею «Босоногий хлопчик», а 1993 року — лауреатом Міжнародного конкурсу молодих виконавців популярної музики «Юрмала — 93».

## Особисте життя
- Перша дружина — Світлана Бєлих, з якою Леонід розлучився у 1993 році, проживши з нею близько п'яти років[5].
- Фактичний шлюб — Марія Воробйова, балерина. Познайомилися у 1994 році в Парижі[6].
  - Дочка — Поліна Леонідівна Воробйова (народилася 1997), жила з мамою та прийомним батьком в Італії, а зараз її сім'я переїхала до Франції.
- Друга дружина — Анжеліка Варум (нар. 26 травня 1969), радянська та російська естрадна співачка з українським корінням, акторка, Заслужена артистка Російської Федерації (2011). Пара разом з 1997 року. Шлюб подружжя уклало 14 липня[7] (за іншими даними 18 липня[8]) 2000 року Росії, а весілля зіграли у Венеції.
  - Дочка — Єлизавета Варум[9](н. 9 лютого 1999), з 2003 року живе в Маямі. Створила свою рок-групу «Without Gravity» («Без тяжіння»), з якою виступає на концертах в школах, пише для групи музику, грає на гітарі.
- Сестра (по батькові) — Ксенія Миколаївна Агутіна (нар. 1 вересня 1980).
- Сестра (по батькові) — Марія Миколаївна Агутіна (нар. 13 червня 1982).
- Син (позашлюбний) — Андрій Агутін (нар. 22 квітня 1997).

Дочки Леоніда, Поліна та Єлизавета Агутіна, вперше побачилися влітку 2012 року, в Парижі, до цього спілкувалися по скайпу.

## Творчість
1994 року вийшов перший сольний альбом співака — «Босоногий хлопчик», який навесні того ж року стає хітовим та піднімає на саму вершину музичного шоу-бізнесу. 1994 року стає номінантом та перемагає в трьох номінаціях: «Співак року», «Пісня року» та «Альбом року» з хітовими піснями: «Хоп хей, ла ла лей» і «Голос високої трави». У квітні 1995 року здійснює чергове досягнення в російському шоу-бізнесі, зібравши два аншлагових концерту в спортивно-концертному комплексі «Олімпійський». У грудні 1995 року співак випускає другий сольний альбом — «Декамерон». Поряд з такими артистами, як Філіп Кіркоров, Валерій Меладзе та група «Любе», є одним з рекордсменів за кількістю отриманих ним премій «Золотий грамофон».
Живе і працює в Москві.
У 2005 та легендарний американський джазовий гітарист Ел Ді Меола, лауреат багатьох музичних нагород, в тому числі і «Греммі», записали спільний студійний альбом «Cosmopolitan Life». Диск вийшов у продаж в Росії, Великої Британії, Німеччині, Австрії, Канаді і в США. Загальна продаж диска перевищила 900.000 копій за перші 6 місяців. Альбом впевнено тримався кілька місяців у «гарячих джазових десятках» Європи та Америки і був названий «музичним мостом між культурами».[джерело?] Але в Росії цей джазовий альбом не був оцінений по достоїнству, про що говорить сам артист:
«Звичайно, мені було прикро, що платівку з Ел Ді Меола, з якою за кордоном ми півроку трималися в списку 12 топ-артистів, не оцінили на батьківщині. Все-таки музика робиться для людей, а не лише для окремих фахівців, але я не ображений увагою аудиторії, тому в мене не було істерик, що я невизнаний геній».
Пізніше, 3 лютого 2008 року в Європі вийшов у продаж DVD-фільм «COSMOPOLITAN LIVE. Al Di Meola and Leonid Agutin». На диску — дві глави. Перша глава «Портрет» — документальний фільм про світове турне Агутіна та Меоли на підтримку альбому «Cosmopolitan Life» та відеокліпи на пісні з альбому. У другому розділі — запис концерту «Montreux Jazz Festival» на джазовому фестивалі в Монтре (Швейцарія). DVD одразу потрапив у ТОР-20 музичних чартів джазових відео Європи та Америки.
29 грудня 2008 Леонід Агутін Указом Президента Російської Федерації Дмитра Медведєва було присвоєно почесне звання «Заслужений артист Росії».
У 2009 Леонід Агутін випустив першу книгу своїх віршів та пісень «Нотатки 69», написаних ним протягом останніх десяти років, про які сам Леонід відгукується так:
«Мої вірші — це мій світогляд, моє кредо і моя життєва позиція… Я впевнений, що щиро і ненадуманих народжені рядки, можуть змусити прислухатися, посміятися або поплакати».
У 2011 Леонід Агутін в парі з актрисою Тетяною Лазаревої брав участь в українському шоу «Зірка + Зірка», а в 2012 разом з Федором Добронравовим став переможцем музичного телепроєкту"Дві зірки" на Першому каналі.
В жовтні 2012 Агутін став членом журі і наставником в музичному телепроєкті Першого каналу «Голос». Як і решті суддям проекту «Голос», йому було зроблено офіційну пропозицію про участь в вересні 2013 у другому сезоні проекту. Леонід Агутін відповів позитивно, за умови, що склад суддів змінюватися не буде (в першому сезоні «Голосу» разом з Леонідом Агутіним членами журі були Олександр Градський, Пелагея та Діма Білан).
26 липня 2013 на сцені концертного залу «Дзинтарі» в Юрмалі в рамках Міжнародного конкурсу молодих виконавців популярної музики"Нова хвиля"відбувся творчий вечір Леоніда Агутіна, присвячений його 45-річчя та 20-річчю артистичної діяльності. Ведучими вечора були Анжеліка Варум та Валерій Сюткін. У грандіозному музичному поданні взяли участь більше сорока зірок російської та зарубіжної естради, які виконали в «живому» звуці хіти, написані композитором Леонідом Агутіним, у супроводі його музичного оркестру «Есперанто».

### Перемога в телешоу «Дві зірки»
2012 — Леонід Агутін переміг у проекті «Дві зірки» на Першому каналі (IV сезон), в дуеті з Федором Добронравовим, набравши 436 балів і 28 % у голосуванні телеглядачів. Протягом усього сезону дует виконав такі музичні композиції:
1. «Вечір на рейді» — 40 балів.
2. «Іноді» (створивши дует «Співаючі погони») — 40 балів.
3. «Таємниця склеєних сторінок» — 40 балів (оплески стоячи).
4. «Жінці, яку люблю» — 39 балів.
5. «Прощальна» — 40 балів.
6. «Нічна розмова» — 40 балів.
7. «Ля-ля-фа» — 40 балів.
8. «Oops!» («Співаючі погони») — 40 балів.
9. «Antonio sOng» — 40 балів.
10. «Чудо-острів» разом з ансамблем «Суліко» — 37 балів (оплески стоячи).
11. «Поворот» — 40 балів та перемога.

## Громадянська позиція
Фігурант бази даних центру «Миротворець» як особа, яка незаконно відвідувала окупований Росією Крим, свідомо порушуючи державний кордон України.
В лютому 2022 року висловився проти російського вторгнення в Україну.

## Альбоми
- 1994 — «Босоногий хлопчик»
- 1995 — «Декамерон»
- 1998 — «Літній дощ»
- 1998 — «Найкращий»
- 2000 — «Службовий роман»
- 2000 — «Леонід Агутін»
- 2003 — «Дежа вю»
- 2004 — «Нова колекція»
- 2004 — «Найкращі пісні»
- 2005 — «Cosmopolitan Life» (спільний проект з Елом ді Меола)
- 2007 — «Любов. Дорога. Смуток та Радість»
- 2012 — «Бути частиною твого»
- 2012 — «Романси»
- 2012 — «Час останніх романтиків»
- 2013 — «Таємниця склеєних сторінок»

### Книга
- 2009 — «Нотатки 69» —перша книга віршів та пісень Леоніда Агутіна, написаних ним протягом останніх десяти років[15].
- 2014 — «Поезія звичайних днів [Архівовано 14 грудня 2014 у Wayback Machine.]» — подарункове видання з найкращими віршами, піснями та нотами, авторськими нотатками, витягами з інтерв'ю, фотографіями.

### Участь у документальних фільмах
- 2013 — «Леонід Агутін. „Крапля жалю“» — біографічний фільм Першого каналу, знятий режисером Миколою Вікторовим про життя та творчість Леоніда Агутіна та приурочений до 45-річного ювілею артиста[19].

## Визнання

### Державні нагороди та звання
- 2008 — почесне звання «Заслужений артист Росії» —за заслуги в галузі музичного мистецтва[2].

### Громадські нагороди та премії

#### Дипломи фестивалю «Пісня року»
- 1994 — диплом фестивалю «Пісня року».
- 2011 — диплом фестивалю «Пісня року».

#### Премії «Золотий грамофон»
- 1996 — лауреат премії за пісню «Двері в небеса» (I церемонія).
- 1997 — лауреат премії в дуеті з Анжелікою Варум за пісню «Королева» (II церемонія).
- 1998 — лауреат премії в дуеті з Анжелікою Варум за пісню «Лютий» (III церемонія).
- 1999 — лауреат премії в дуеті з Анжелікою Варум за пісню «Все в твоїх руках» (IV церемонія).
- 2002 — лауреат премії в дуеті з Анжелікою Варум за пісню «Якщо ти коли-небудь мене пробачиш» (VII церемонія).
- 2003 — лауреат премії в дуеті з гуртом «Відчайдушні шахраї» за пісню"Кордон" (VIII церемонія).
- 2006 — лауреат премії в дуеті з Володимиром Пресняковим за пісню «Аеропорти» (XI церемонія).
- 2007 — лауреат премії в дуеті з Анжелікою Варум за пісню «Дві дороги, два шляхи» (XII церемонія).
- 2008 — лауреат премії за пісню «Не йди далеко» (XIII церемонія).
- 2012 — лауреат премії в дуеті з Анжелікою Варум за пісню « Як не думати про тебе ' '» (XVII церемонія)[20].